# لشکر ۴۴ پیاده (ایالات متحده آمریکا)
لشکر ۴۴ پیاده (انگلیسی: 44th Infantry Division) لشکر پیاده‌نظام نیروی زمینی ایالات متحده آمریکا است، که در سال ۱۹۲۴ تأسیس شد و در سال ۱۹۵۴ منحل گردید.
لشکری از گارد ملی ارتش ایالات متحده از اکتبر ۱۹۲۰ تا نوامبر ۱۹۴۵ بود، زمانی که پس از خدمت فدرال در طول جنگ جهانی دوم غیرفعال شد. لشکر ۴۴ پیاده از سال ۱۹۴۶ تا اکتبر ۱۹۵۴ در گارد ملی ارتش ایلینوی وجود داشت، زمانی که این لشکر پس از خدمت فدرال در طول جنگ کره منحل شد.